# Hypnum polygamum
Hypnum polygamum là một loài Rêu trong họ Hypnaceae. Loài này được (Schimp.) Wilson mô tả khoa học đầu tiên năm 1855.